# Philipp Kohlschreiber
Philipp Eberhard Hermann Kohlschreiber, né le 16 octobre 1983 à Augsbourg, est un joueur de tennis allemand, professionnel de 2001 à 2022.
Il a remporté huit titres en simple et sept titres en double sur le circuit ATP. Il a également été sélectionné à plusieurs reprises dans l'équipe d'Allemagne de Coupe Davis. Il a été un des joueurs les plus réguliers du circuit, ne quittant le top 50 du classement ATP que durant 3 semaines (en 2011) de 2007 à juin 2017 et participant à 68 tournois du Grand Chelem (6e meilleure performance lors de sa retraite en 2022).

## Style de jeu
Son revers à une main frappé très à plat est son principal point fort. Il possède un excellent toucher de balle, bien au-dessus de la moyenne[réf. souhaitée], qui lui permet de réaliser des amorties gagnantes surtout sur terre battue.

## Carrière

### 2009 - L'exploit à Roland-Garros
À Roland-Garros, il bat d'abord Bernard Tomic (6-1, 6-2, 6-2), puis l'ancien vainqueur du tournoi Juan Carlos Ferrero en cinq sets très accrochés (6-4, 2-6, 6-4, 63-7, 6-3), puis le 4e mondial, Novak Djokovic (6-4, 6-4, 6-4) un des favoris du tournoi, avant de céder face à la tête de série numéro 16, Tommy Robredo (4-6, 7-5, 64-7, 2-6).

### 2012 - Titre à Munich, quart à Wimbledon, huitièmes à l'Open d'Australie et à l'US Open
Philippe Kolhschreiber réalise sa meilleure saison depuis son entrée sur le circuit ATP en 2001 avec de bonnes performances en Grand Chelem. À l'Open d'Australie, il s'aventure en huitième de finale sans trop de difficulté mais s'incline lourdement contre Juan Martín del Potro.
Fin avril, il remporte le titre à l'Open de Munich en battant sur son chemin Ernests Gulbis, Feliciano López et Marin Čilić en finale (7-68, 6-3).
Lors du tournoi de Wimbledon, il passe difficilement contre son compatriote Tommy Haas (3-6, 7-68, 65-7, 7-61, 6-2), puis déroule en trois manches contre Malek Jaziri et Lukáš Rosol pour rallier les huitièmes. Il passe le qualifié Brian Baker facilement en deux heures pour se qualifier pour la première fois en quart de finale de Grand Chelem. Il est vaincu par le 6e mondial, Jo-Wilfried Tsonga (65-7, 6-4, 63-7, 2-6) après trois heures de jeu. Il réalise avec Florian Mayer un exploit unique, avec la présence de deux joueurs Allemands en quarts de finale d'un tournoi du Grand Chelem, ce qui n'était pas arrivé depuis l'époque de Boris Becker et Michael Stich, les deux meilleurs joueurs Allemands de l'époque.
Puis fin juillet une finale à l'Open de Kitzbühel perdu contre Robin Haase après avoir gagné le premier set. À l'US Open, il bat les Français Michaël Llodra et Benoît Paire dans des matchs serrés, avant de vaincre le 10e mondial, John Isner (6-3, 3-6, 4-6, 6-3, 6-4) en 3 h 23 et finissant le match à 2 h 26 du matin. Battu au tour suivant en huitième contre le no 9 mondial Janko Tipsarević.

### 2014
Kohlschreiber est écarté de l'équipe d'Allemagne de Coupe Davis par le capitaine allemand Carsten Arriens en avril après la défaite allemande en quart de finale contre la France.
Il remporte le tournoi de Düsseldorf face à Ivo Karlović et finit l'année à la 24e place mondiale.

### 2015
Il remporte le tournoi de Kitzbühel face à Paul-Henri Mathieu. C'est son 6e titre ATP.
Il finit l'année à la 34e place mondiale.

### 2016
Pour son tournoi de début de saison, il s'incline face à Jo-Wilfried Tsonga à Auckland dès le second tour.
À l'Open d'Australie, n'étant pas tête de série, il joue Kei Nishikori dès le premier tour et s'incline en trois sets.
Il s'incline ensuite en quarts face à Viktor Troicki au tournoi de Sofia.
Durant la saison de terre battue, il remporte son 7e titre en carrière à Munich contre Dominic Thiem dans un gros match physique (7-67, 4-6, 7-64). C'est son aussi son 3e titre dans la ville bavaroise.

### 2017
Kohlschreiber dispute sa première finale de l'année à Marrakech en battant les Français Jérémy Chardy et Benoît Paire, ainsi que son compatriote Jan-Lennard Struff. Dominant les deux premiers sets du match et bien qu'ayant bénéficié de cinq balles de match, il finit par s'incliner en finale face au Croate Borna Ćorić.

### 2018
Il atteint les quarts de finale à Indian Wells en battant notamment Marin Čilić. À Munich, il se qualifie pour la finale qu'il perd contre son compatriote Alexander Zverev. À l'US Open, il fait sensation en se qualifiant pour les huitièmes de finale après avoir éliminé Alexander Zverev, quatrième joueur mondial, en quatre sets. C'est sa dixième victoire en carrière contre un joueur du top 5.

### 2022
Il joue son dernier tournoi lors des qualifications du tournoi de Wimbledon 2022 où il est battu le 22 juin 2022, au deuxième tour par Mikhail Kukushkin en trois sets (7-6 (4), 3-6, 4-6),

## Parcours dans les tournois duGrand Chelem

### En simple
| Année | Open d'Australie | Open d'Australie | Internationaux de France | Internationaux de France | Wimbledon       | Wimbledon        | US Open         | US Open          |
| ----- | ---------------- | ---------------- | ------------------------ | ------------------------ | --------------- | ---------------- | --------------- | ---------------- |
| 2003  | —                | —                | —                        | —                        | —               | —                | 1er tour (1/64) | David Nalbandian |
| 2004  | —                | —                | —                        | —                        | —               | —                | 2e tour (1/32)  | Feliciano López  |
| 2005  | 1/8 de finale    | Andy Roddick     | 1er tour (1/64)          | Nicolás Almagro          | 1er tour (1/64) | Richard Gasquet  | 1er tour (1/64) | Tomáš Berdych    |
| 2006  | 2e tour (1/32)   | Ivan Ljubičić    | 2e tour (1/32)           | J. C. Ferrero            | 3e tour (1/16)  | Jarkko Nieminen  | 1er tour (1/64) | Sam Querrey      |
| 2007  | 2e tour (1/32)   | Rafael Nadal     | 2e tour (1/32)           | Óscar Hernández          | 1er tour (1/64) | Florent Serra    | 3e tour (1/16)  | Carlos Moyà      |
| 2008  | 1/8 de finale    | Jarkko Nieminen  | 1er tour (1/64)          | S. Wawrinka              | 1er tour (1/64) | F. Verdasco      | 2e tour (1/32)  | Viktor Troicki   |
| 2009  | 2e tour (1/32)   | Fabrice Santoro  | 1/8 de finale            | Tommy Robredo            | 3e tour (1/16)  | Roger Federer    | 3e tour (1/16)  | Radek Štěpánek   |
| 2010  | 3e tour (1/16)   | Rafael Nadal     | 3e tour (1/16)           | F. Verdasco              | 3e tour (1/16)  | Andy Roddick     | 2e tour (1/32)  | Gilles Simon     |
| 2011  | 2e tour (1/32)   | Tomáš Berdych    | 1er tour (1/64)          | Sam Querrey              | 1er tour (1/64) | Denis Istomin    | 1er tour (1/64) | Radek Štěpánek   |
| 2012  | 1/8 de finale    | J. M. del Potro  | 2e tour (1/32)           | Leonardo Mayer           | 1/4 de finale   | J.-W. Tsonga     | 1/8 de finale   | Janko Tipsarević |
| 2013  | 3e tour (1/16)   | Milos Raonic     | 1/8 de finale            | Novak Djokovic           | 1er tour (1/64) | Ivan Dodig       | 1/8 de finale   | Rafael Nadal     |
| 2014  | —                | —                | 3e tour (1/16)           | Andy Murray              | 2e tour (1/32)  | Simone Bolelli   | 1/8 de finale   | Novak Djokovic   |
| 2015  | 2e tour (1/32)   | Bernard Tomic    | 2e tour (1/32)           | Pablo Andújar            | 1er tour (1/64) | Novak Djokovic   | 3e tour (1/16)  | Roger Federer    |
| 2016  | 1er tour (1/64)  | Kei Nishikori    | 1er tour (1/64)          | Nicolás Almagro          | 1er tour (1/64) | P.-H. Herbert    | 1er tour (1/64) | Nicolas Mahut    |
| 2017  | 3e tour (1/16)   | Gaël Monfils     | 1er tour (1/64)          | Nick Kyrgios             | 1er tour (1/64) | Marin Čilić      | 1/8 de finale   | Roger Federer    |
| 2018  | 1er tour (1/64)  | Y. Nishioka      | 1er tour (1/64)          | Borna Ćorić              | 3e tour (1/16)  | Kevin Anderson   | 1/8 de finale   | Kei Nishikori    |
| 2019  | 2e tour (1/32)   | João Sousa       | 2e tour (1/32)           | Nicolas Mahut            | 1er tour (1/64) | Novak Djokovic   | 1er tour (1/64) | Lucas Pouille    |
| 2020  | 2e tour (1/32)   | Forfait          | 1er tour (1/64)          | Cristian Garín           | Annulé          | Annulé           | 1er tour (1/64) | Vasek Pospisil   |
| 2021  | —                | —                | 3e tour (1/16)           | Diego Schwartzman        | 1er tour (1/64) | Denis Shapovalov | 2e tour (1/32)  | Pablo Andújar    |
| 2022  | 2e tour (1/32)   | R. Bautista-Agut | —                        | —                        | —               | —                | —               | —                |

N.B. : à droite du résultat se trouve le nom de l'ultime adversaire.

### En double
| Année | Open d'Australie               | Open d'Australie     | Internationaux de France  | Internationaux de France | Wimbledon                     | Wimbledon              | US Open                      | US Open              |
| ----- | ------------------------------ | -------------------- | ------------------------- | ------------------------ | ----------------------------- | ---------------------- | ---------------------------- | -------------------- |
| 2005  | 1er tour (1/32) L. Burgsmüller | J. Erlich Andy Ram   | —                         | —                        | —                             | —                      | 1er tour (1/32) O. Rochus    | F. González N. Massú |
| 2006  | 1er tour (1/32) F. Mayer       | A. Clément M. Llodra | —                         | —                        | 1er tour (1/32) D. Toursounov | F. Santoro N. Zimonjić | 1er tour (1/32) A. Seppi     | Bob Bryan Mike Bryan |
| 2007  | 1er tour (1/32) S. Koubek      | J. Auckland S. Huss  | 1er tour (1/32) S. Koubek | Y. Allegro Jim Thomas    | —                             | —                      | 1er tour (1/32) S. Koubek    | A. Clément M. Llodra |
| 2008  | —                              | —                    | —                         | —                        | —                             | —                      | —                            | —                    |
| 2009  | —                              | —                    | —                         | —                        | —                             | —                      | —                            | —                    |
| 2010  | —                              | —                    | —                         | —                        | —                             | —                      | —                            | —                    |
| 2011  | —                              | —                    | —                         | —                        | —                             | —                      | 1er tour (1/32) M. Bachinger | J. Delgado J. Marray |
| 2012  | 1er tour (1/32) M. Bachinger   | L. Hewitt P. Luczak  | —                         | —                        | —                             | —                      | —                            | —                    |

N.B. : le nom du partenaire se trouve sous le résultat ; le nom des ultimes adversaires se trouve à droite.

## Parcours dans lesMasters 1000
| Année | Indian Wells                  | Miami                   | Monte-Carlo                | Rome                       | Hambourg puis Madrid      | Canada                   | Cincinnati                | Madrid puis Shanghai    | Paris                    |
| ----- | ----------------------------- | ----------------------- | -------------------------- | -------------------------- | ------------------------- | ------------------------ | ------------------------- | ----------------------- | ------------------------ |
| 2002  | —                             | —                       | —                          | —                          | 1er tour L. Hewitt        | —                        | —                         | —                       | —                        |
| 2005  | —                             | 1er tour D. Ferrer      | —                          | —                          | 1er tour N. Kiefer        | —                        | —                         | —                       | —                        |
| 2006  | 3e tour J. Nieminen           | —                       | —                          | —                          | 1er tour I. Ljubičić      | —                        | —                         | —                       | —                        |
| 2007  | 2e tour D. Nalbandian         | —                       | 1/4 de finale R. Nadal     | —                          | 2e tour I. Andreev        | 1er tour D. Hrbatý       | 2e tour J. M. del Potro   | —                       | —                        |
| 2008  | 3e tour N. Djokovic           | 2e tour S. Bolelli      | 1/8 de finale N. Davydenko | —                          | 1er tour T. Robredo       | 1er tour A. Kudryavtsev  | 1/4 de finale I. Karlović | 2e tour S. Wawrinka     | 1/8 de finale J. Blake   |
| 2009  | 1/8 de finale F. Verdasco     | 1er tour F. Dancevic    | 2e tour F. Verdasco        | 2e tour T. Robredo         | 1/8 de finale Forfait     | 2e tour V. Hănescu       | 1er tour C. Guccione      | 1er tour N. Almagro     | 1er tour A. Seppi        |
| 2010  | 3e tour N. Djokovic           | 3e tour J.-W. Tsonga    | 1/4 de finale D. Ferrer    | 2e tour R. Nadal           | 1er tour S. Giraldo       | 1/4 de finale R. Nadal   | 1/8 de finale Forfait     | 1er tour A. Roddick     | 1er tour T. Bellucci     |
| 2011  | 1/8 de finale J. M. del Potro | 2e tour J. M. del Potro | 2e tour R. Federer         | 2e tour F. López           | —                         | 1er tour S. Stakhovsky   | 1/8 de finale G. Monfils  | —                       | 2e tour A. Dolgopolov    |
| 2012  | 2e tour Forfait               | 3e tour J.-W. Tsonga    | 2e tour J.-W. Tsonga       | 1er tour John Isner        | 1er tour G. Monfils       | 1/8 de finale John Isner | 1er tour Brian Baker      | 2e tour F. López        | 1er tour J. Janowicz     |
| 2013  | 2e tour B. Paire              | 2e tour D. Goffin       | 1/8 de finale R. Nadal     | 1/8 de finale Forfait      | —                         | 1er tour B. Paire        | 2e tour R. Federer        | 2e tour J. M. del Potro | 1/8 de finale R. Federer |
| 2014  | 2e tour Lu Yen-hsun           | 2e tour M. Baghdatís    | 2e tour J.-W. Tsonga       | 1/8 de finale N. Djokovic  | 1er tour M. Matosevic     | 1er tour T. Robredo      | 2e tour D. Ferrer         | —                       | 2e tour N. Djokovic      |
| 2015  | 3e tour A. Murray             | —                       | 2e tour R. Bautista        | 2e tour K. Anderson        | 2e tour A. Murray         | —                        | 1er tour João Sousa       | —                       | —                        |
| 2016  | 3e tour N. Djokovic           | —                       | 2e tour S. Wawrinka        | 2e tour R. Nadal           | 1er tour P. Cuevas        | —                        | —                         | 1er tour J. Tipsarević  | 1er tour Jack Sock       |
| 2017  | 3e tour S. Wawrinka           | 3e tour R. Nadal        | —                          | —                          | 1er tour G. Dimitrov      | —                        | —                         | —                       | —                        |
| 2018  | 1/4 de finale J. M. del Potro | —                       | 1/8 de finale G. Dimitrov  | 1/8 de finale K. Nishikori | 1/8 de finale K. Anderson | —                        | 1er tour M. Copil         | —                       | 2e tour Marin Čilić      |
| 2019  | 1/8 de finale G. Monfils      | —                       | 2e tour N. Djokovic        | 1/8 de finale N. Djokovic  | 2e tour F. Tiafoe         | —                        | —                         | —                       | —                        |
| 2021  | 1er tour Taro Daniel          | —                       | —                          | —                          | —                         | —                        | —                         | n.o.                    | —                        |
| 2022  | 1er tour E. Ruusuvuori        | —                       | —                          | —                          | —                         | —                        | —                         | —                       | —                        |

N.B. : sous le résultat se trouve le nom de l’ultime adversaire.

## Victoires sur le top 10
Toutes ses victoires sur des joueurs classés dans le top 10 de l'ATP lors de la rencontre.
| Légende         |
| --------------- |
| Grand Chelem    |
| Masters         |
| Jeux olympiques |
| Masters 1000    |
| 500 Series      |
| 250 Series      |
| Coupe Davis     |

| #  | P.K.   | Tournoi          | Année | Surface             | Adversaire         | Rang  | Tour   | Score                     |
| -- | ------ | ---------------- | ----- | ------------------- | ------------------ | ----- | ------ | ------------------------- |
| 1  | no 164 | Dubaï            | 2004  | Dur                 | Rainer Schüttler   | no 6  | 1/16   | 3-6, 6-4, 6-4             |
| 2  | no 71  | Halle            | 2005  | Gazon               | Joachim Johansson  | no 10 | 1/16   | 7-64, 6-1                 |
| 3  | no 86  | Adélaïde         | 2006  | Dur                 | Lleyton Hewitt     | no 4  | 1/8    | 6-3, 0-6, 7-5             |
| 4  | no 96  | Bois-le-Duc      | 2007  | Gazon               | Nikolay Davydenko  | no 6  | 1/16   | 6-2, 6-4                  |
| 5  | no 34  | Halle            | 2007  | Gazon               | James Blake        | no 8  | 1/4    | 6-4, 6-3                  |
| 6  | no 32  | Coupe Davis      | 2007  | Terre battue (int.) | Nikolay Davydenko  | no 4  | 1/2    | 65-7, 6-2, 6-2, 4-6, 7-5  |
| 7  | no 27  | Open d'Australie | 2008  | Dur                 | Andy Roddick       | no 6  | 1/16   | 6-4, 3-6, 7-69, 63-7, 8-6 |
| 8  | no 35  | World Team Cup   | 2008  | Terre battue        | David Ferrer       | no 5  | Poules | 6-1, 6-0                  |
| 9  | no 40  | Halle            | 2008  | Gazon               | James Blake        | no 7  | 1/2    | 6-3, 7-5                  |
| 10 | no 30  | Paris-Bercy      | 2008  | Dur (int.)          | David Ferrer       | no 5  | 1/16   | 6-3, 6-2                  |
| 11 | no 31  | World Team Cup   | 2009  | Terre battue        | Jo-Wilfried Tsonga | no 9  | Poules | 62-7, 6-3, 6-3            |
| 12 | no 31  | Roland-Garros    | 2009  | Terre battue        | Novak Djokovic     | no 4  | 1/16   | 6-4, 6-4, 6-4             |
| 13 | no 29  | Coupe Davis      | 2009  | Terre battue        | Fernando Verdasco  | no 9  | 1/4    | 6-4, 6-2, 1-6, 2-6, 8-6   |
| 14 | no 33  | Monte-Carlo      | 2010  | Terre battue        | Andy Murray        | no 4  | 1/16   | 6-2, 6-1                  |
| 15 | no 32  | Pékin            | 2010  | Dur                 | Fernando Verdasco  | no 9  | 1/16   | 6-2, 7-5                  |
| 16 | no 35  | Indian Wells     | 2011  | Dur                 | Robin Söderling    | no 4  | 1/16   | 7-68, 6-4                 |
| 17 | no 49  | Halle            | 2011  | Gazon               | Gaël Monfils       | no 8  | 1/2    | 6-3, 6-3                  |
| 18 | no 42  | Auckland         | 2012  | Dur                 | Nicolás Almagro    | no 10 | 1/4    | 7-65, 6-4                 |
| 19 | no 34  | Halle            | 2012  | Gazon               | Rafael Nadal       | no 2  | 1/4    | 6-3, 6-4                  |
| 20 | no 20  | US Open          | 2012  | Dur                 | John Isner         | no 10 | 1/16   | 6-4, 3-6, 4-6, 6-3, 6-4   |
| 21 | no 27  | Rotterdam        | 2014  | Dur (int.)          | Richard Gasquet    | no 9  | 1/8    | 7-5, 7-5                  |
| 22 | no 30  | Coupe Davis      | 2016  | Dur (int.)          | Tomáš Berdych      | no 7  | 1/8    | 6-3, 7-5, ab.             |
| 23 | no 37  | Indian Wells     | 2018  | Dur                 | Marin Čilić        | no 3  | 1/16   | 6-4, 6-4                  |
| 24 | no 34  | US Open          | 2018  | Dur                 | Alexander Zverev   | no 4  | 1/16   | 61-7, 6-4, 6-1, 6-3       |
| 25 | no 39  | Indian Wells     | 2019  | Dur                 | Novak Djokovic     | no 1  | 1/16   | 6-4, 6-4                  |

## Classements ATP en fin de saison
| Année          | 2000 | 2001 | 2002 | 2003 | 2004 | 2005 | 2006 | 2007 | 2008 | 2009 | 2010 | 2011 | 2012 | 2013 | 2014 | 2015 | 2016 | 2017 | 2018 | 2019 | 2020 | 2021 |
| Rang en simple | 1334 | 764  | 268  | 209  | 92   | 93   | 60   | 32   | 28   | 27   | 34   | 43   | 20   | 22   | 24   | 34   | 32   | 29   | 34   | 79   | 98   | 114  |
| Rang en double | 1474 | 574  | 1299 | 797  | 398  | 125  | 148  | 141  | 53   | 74   | 198  | 164  | 335  | 138  | 286  | 560  | 169  | 555  | 194  | 288  | -    | -    |

Source : (en) Classements de Philipp Kohlschreiber sur le site officiel de la Fédération internationale de tennis